# Koelreuteria bipinnata
Koelreuteria bipinnata är en kinesträdsväxtart som beskrevs av Adrien René Franchet. Koelreuteria bipinnata ingår i släktet kinesträdsläktet, och familjen kinesträdsväxter. Inga underarter finns listade i Catalogue of Life. Arten är endemisk i Kina.